# Haik (Jugendbewegung)
Der Haik (auch Hajk, Pfadfinderlauf, Haijk vom englischen Hike – "Wandern") ist eine aus der schwedischen Pfadfinderbewegung kommende Art des Orientierungslaufes, die von Jugendgruppen als Teil der pädagogischen Methode übernommen wurde. Während der ursprüngliche Haik ein hartes Training darstellt, bei dem die Haikgruppen mehrere Tage lang in der Wildnis auf sich selbst gestellt die ihnen übertragenen Aufgaben zu lösen haben, stellt der Haik bei Jugendgruppen heute meist eine Art von Geschicklichkeits- und Aufgabenlauf dar. Jugendliche sollen auf dem Weg zu einem festgelegten Ziel verschiedene Aufgaben im Wettkampf mit anderen Haikgruppen lösen.

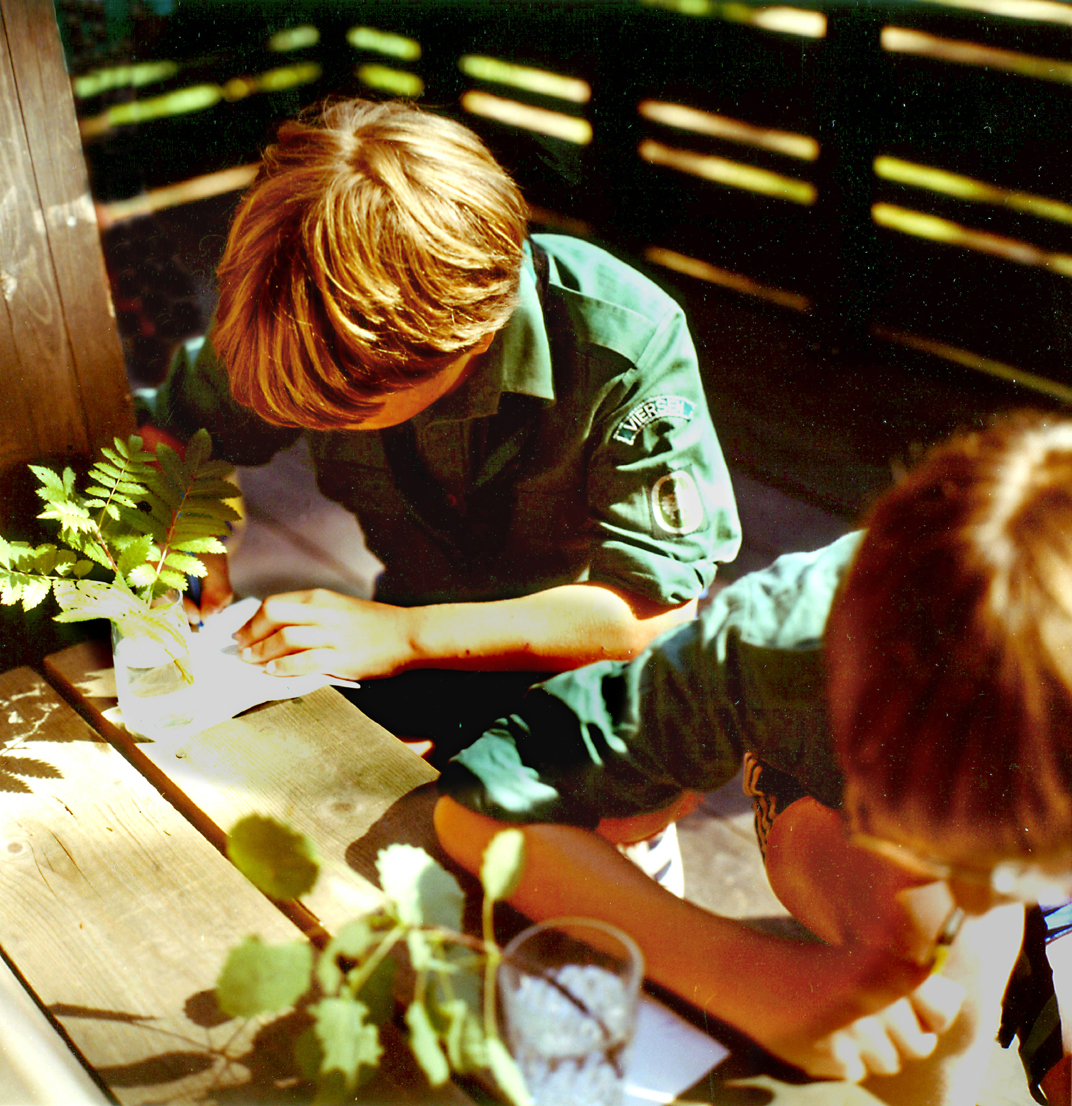
Haik-Aufgabe „Pflanzenbestimmung“

 Der Umfang und die Art der gestellten Aufgaben variieren stark und reichen von der Lösung komplexer Probleme bis hin zu einem bloßen Orientieren im Gelände. Gemeinsam ist den verschiedenen Formen des Haik die Bedeutung in der Gruppenpädagogik: Durch die gemeinsame Fortbewegung, verbunden mit der Lösung bestimmter Aufgaben, werden eine Reihe von Eigenschaften trainiert, die für die Erziehung zu einem selbständig denkenden und handelnden Menschen nützlich sind:
- das selbständige Durchdenken einer Situation
- das selbständige Entscheiden für die eine oder andere Handlungsweise
- das selbständige Handeln
- die Zivilcourage
- Kontaktaufnahme zu fremden Menschen
- Arbeit im Team

Heute wird der Haik vor allem bei Pfadfindern, Jungscharen und Jugendgruppen (vor allem im Bereich der christlichen Jugendarbeit) sowie bei der Waldjugend durchgeführt.
Teilweise wird das Wort Haik oder Hajk auch schlicht für eine  Pfadfinderfahrt verwendet.